# عامل لورنتس

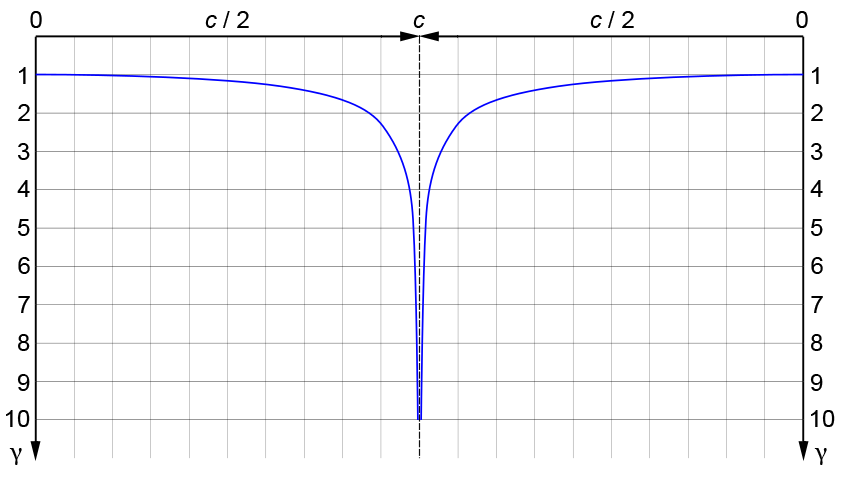
نمودار فوق، سرعت و عوامل لورنتز ذرات را نشان می‌دهد که در یک گرانش، به سمت افق رویداد سقوط می‌کنند.

عامل لورنتز (به انگلیسی: Lorentz factor) یک عامل نسبیتی و تابعی از سرعت است که در سرعت‌های نزدیک به سرعت نور مقداری بزرگتر از یک دارد اما در سرعت‌های کم همواره برابر با یک است:
{\displaystyle \gamma ={\frac {1}{\sqrt {(1-{\frac {u^{2}}{c^{2}}})}}}}
این عامل یکی از پیامدهای اصلاح قانون آمپر توسط ماکسول (معادلات ماکسول را ببینید، قانون آمپر به علاوه مکمل ماکسول) است که خود را در تبدیلات لورنتس به شکل یک تابع از سرعت بروز داده است.